# American Viticultural Area
American Viticultural Area (AVA) è una regione vitivinicola designata negli Stati Uniti, che fornisce una denominazione ufficiale a beneficio reciproco di cantine e consumatori. I produttori di vino desiderano spesso che i loro clienti conoscano la provenienza geografica dei loro vini, poiché i vini di una particolare zona possono possedere caratteristiche distintive. I consumatori cercano spesso vini provenienti da AVA specifiche, e alcuni vini con un particolare pedigree possono vantare prezzi più alti e una clientela fidelizzata. Se un vino è etichettato con un'AVA, almeno l'85% delle uve che lo compongono devono essere state coltivate all'interno dell'AVA, e il vino deve essere completamente prodotto nello stato in cui si trova l'AVA.